# Incamyia nuda
Incamyia nuda là một loài ruồi trong họ Tachinidae.